# Приклейка
Приклéйка — складовий елемент видання. Це частка задрукованого аркуша (переважно з ілюстраціями, але допускаються й інші матеріали), що приклеюється вузькою смужкою до корінця на зовнішній сторінці зошита. За розмірами приклейка може рівнятися до величини зошита, а якщо вона більша, то виникає необхідність згинати її.
Приклейки можуть приєднуватися безпосередньо до зовнішньої сторінки зошита (приклейка з окантовкою) і до стрижня (приклейка на стрижень) з відступом на 1—1,5 мм від корінцевого згину зошита, а також до паспарту.